# Tetiiv
Tetiiv (în ucraineană Тетіїв) este orașul raional de reședință al raionului Tetiiv din regiunea Kiev, Ucraina. În afara localității principale, nu cuprinde și alte sate.

## Demografie
Componența lingvistică a orașului Tetiiv
     Ucraineană (97,68%)
     Rusă (2,06%)
     Alte limbi (0,2%)
Conform recensământului din 2001, majoritatea populației orașului Tetiiv era vorbitoare de ucraineană (97,68%), existând în minoritate și vorbitori de rusă (2,06%).